# Francisco de Paula García y Peláez
Francisco de Paula García y Peláez (San Juan Sacatepéquez, Guatemala, 2 de abril de 1785 - Ciudad de Guatemala, 25 de enero de 1867) fue arzobispo de Guatemala y Obispo in partibus de Bostra durante el gobierno conservador de los 30 años en Guatemala.

## Reseña biográfica
En sus juventud había sido político y publicó un documento sobre el sistema federal en Centroamérica, además, de sus Memorias para la Historia de Guatemala la cual contiene datos interesantes sobre su época.
Era un hombre de talla pequeña y con voz chillona y desagradable; le apodaban el «Arzobispito». En su vida ordinaria fue muy modesto. Se había enemistado con los miembros del Clan Aycinena, porque estos habrían querido que el arzobispado fuera para uno de sus miembros.
Estuvo a cargo de la mitra durante el gobierno conservador de los 30 años, que fue una época decididamente clerical en Guatemala y en la que había asoleados, serenos, frailes, y terceros en la Ciudad de Guatemala.  También había una cantidad considerable de frailes y sacerdotes quienes llevaban las indumentarias características de sus respectivas órdenes: 
- Betlemitas: frailes descalzos con largas barbas, y vestido burdo
- Franciscanos: con hábitos azules
- Recoletos: hábitos grises
- Mercedarios: hábito blanco
- Jesuitas: hábito negro y olorosos a rapé
- Dominicos: hábito blanco y negro[2]

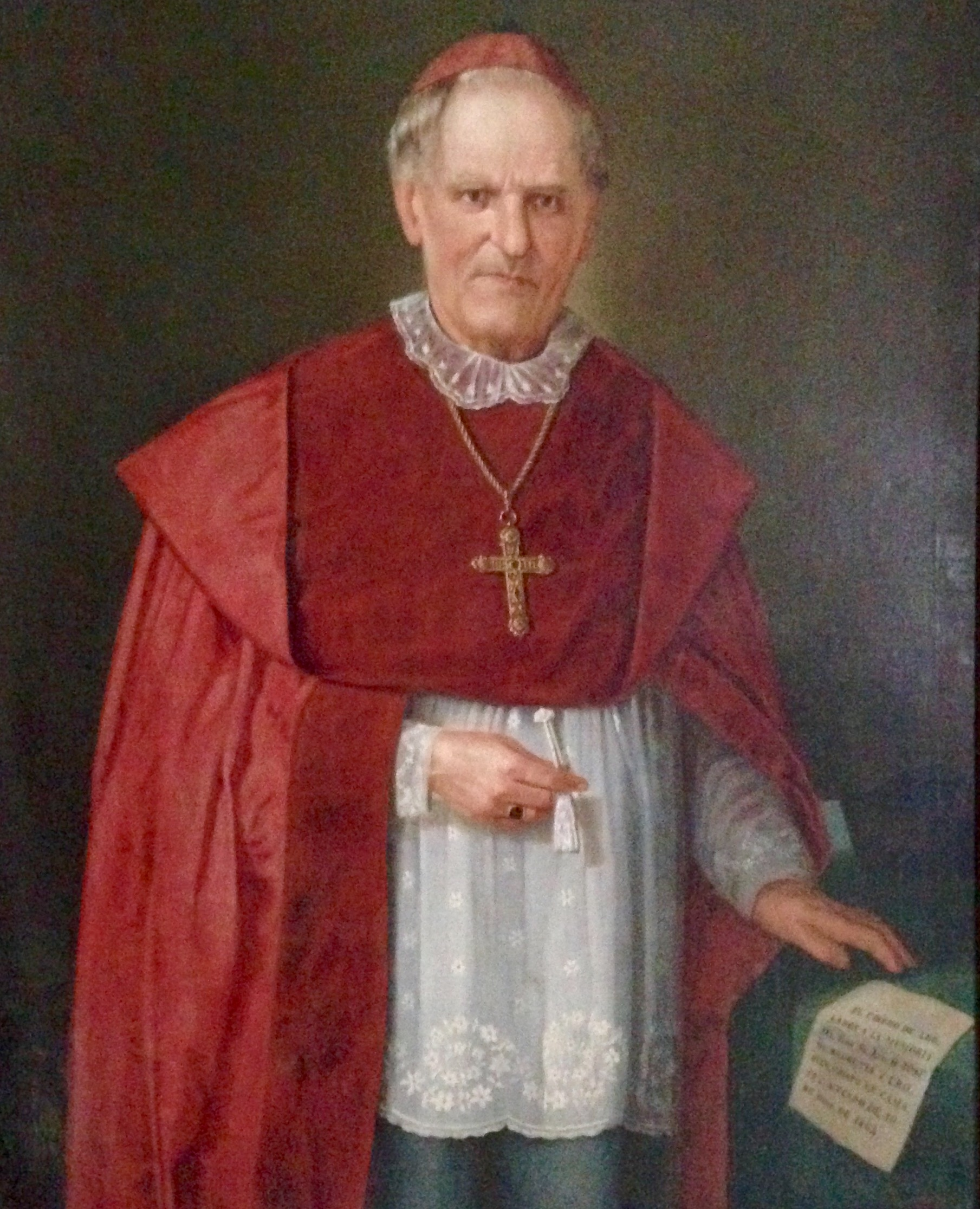
Retrato de García y Peláez en el Museo Nacional de Historia de Guatemala.

Las Órdenes monásticas ya no eran tan poderosas como lo habían sido antes de la expulsión de 1829, pues habían perdido muchas de sus propiedades en haciendas, ingenios y trapiches cuando Morazán los expulsó de Centroamérica. Además del arzobispo García y Peláez, había otros cuatro o cinco obispos que habitaban en la Ciudad de Guatemala; vestidos de seda morada, con sus sombreros en forma de teja, de los que pendían borlas, iban siempre acompañados por dos o tres jóvenes imberbes vestidos de traje talar, y la multitud se arrodillaba frente a ellos y les besaba la mano, ya que eran objeto de veneración y de culto.
El célebre reloj de la leyenda que relató el poeta José Batres Montúfar en sus obras fue una prenda histórica que en un momento perteneció al Arzobispo, quien le tenía en mucha estimación. Sucedió que una noche visitaban al Arzobispo unos cuantos caballeros y el reloj desapareció de la mesa á la vista de su dueño. Pero como el reloj marcaba las horas, el Arzobispo apagó la vela del cuarto en que recibía las visitas, advirtiendo que el reloj iba á sonar pronto, y que para salvar de una vergüenza al que se lo había sustraído los había puesto á oscuras, á fin de que, de este modo, pudiese restituirlo á su lugar el aficionado á cosas ajenas. Cuando encendió de nuevo la luz se halló el reloj otra vez sobre la mesa y no hubo bochorno para quien lo había tomado.